# 芭芭拉·恩格利德
芭芭拉·恩格利德（德語：Barbara Engleder，1982年9月16日—）是一名德国女子射击运动员。她在2012年伦敦奥运会上，获得女子50米步枪三姿第六名。2016年里约奥运会，她赢得女子50米步枪三姿金牌。